# Lago Bull
O lago Bullé um lago de água doce localizado na província de Manitoba, no Canadá.
Este lago encontra-se nas coordenadas geográficas 59º39'0" N 109º10'2" W. 